# El caballito
El caballito o El pequeño caballo es un grabado sobre cobre fechado en 1505 del artista renacentista alemán Alberto Durero (1471-1528).

## Contexto
Los estudios relativos a las proporciones del caballo se enmarcan en el contexto más amplio de las reflexiones realizadas en torno al canon de proporciones corporales, que se intensificaron en la segunda mitad del siglo XV, con el resurgimiento de los estudios de Vitruvio. El tema es tan importante que la viuda de Durero, Inés Durero, se comprometió a proteger la propiedad intelectual de su marido denunciando el saqueo llevado a cabo por Hans Sebald Beham con la publicación de su Rossbüchlein poco después de la muerte del artista.

## Análisis

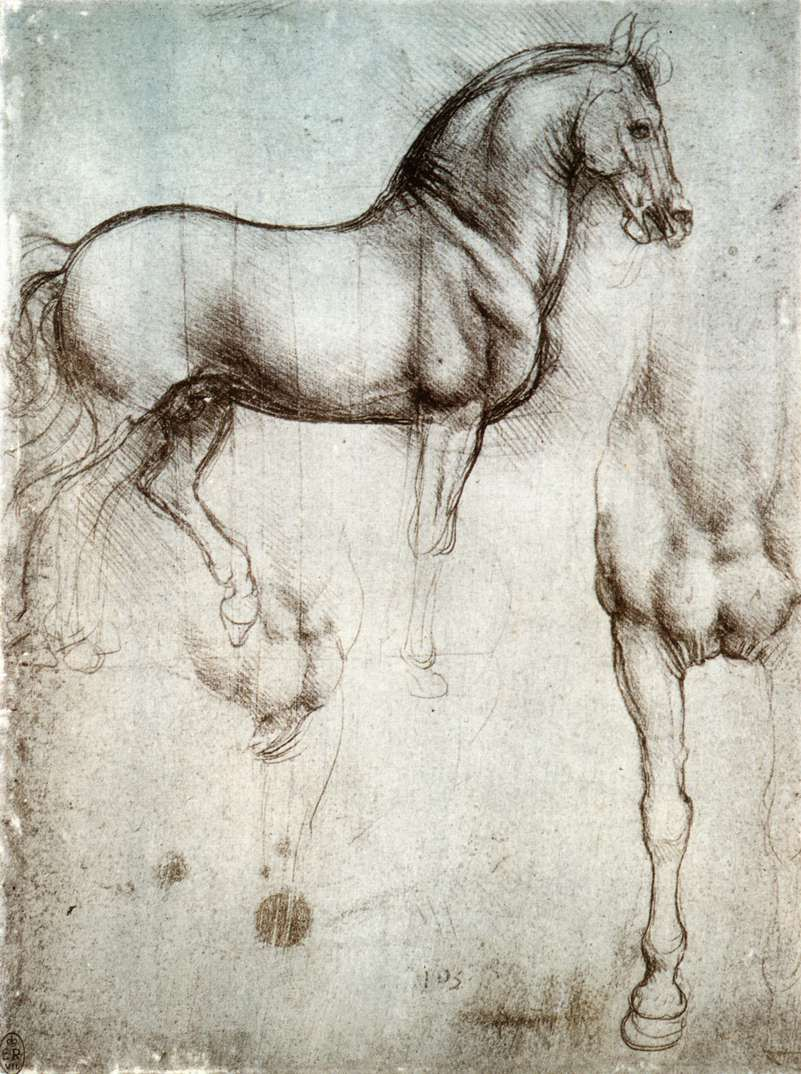
Leonardo da Vinci, Estudio de los caballos (hacia 1490).

La influencia de los estudios de Leonardo es particularmente evidente en los dibujos y grabados de caballos y jinetes más famosos de Durero, como El caballero, la muerte y el diablo.
El dibujo conservado en el Museo Wallraf-Richartz de Colonia atestigua su conocimiento del grabado de Giovanni Antonio da Brescia según Leonardo da Vinci Caballo dirigiéndose hacia la izquierda (c. 1485-1500), aunque Durero introduce algunas variaciones, especialmente en el nivel de ambas patas del caballo. La inclinación de la cabeza, el modo de andar y la monumentalidad del cuerpo del animal que destaca sobre un fondo oscuro, representados en el grabado mediante sombreado al estilo mantegnesco, son por el contrario idénticos.